# Marija Kapon
Marija Wasilewa Kapon, także Maria Cappone (bułg. Мария Василева Капон; ur. 8 kwietnia 1969 w Płowdiwie) – bułgarska polityk i menedżer, posłanka do Zgromadzenia Narodowego i obserwatorka w Parlamencie Europejskim, kandydatka w wyborach prezydenckich w 2011.

## Życiorys
Uczyła się w szkołach średnich w Marrakeszu i Płowdiwie, następnie ukończyła studia ekonomiczne o specjalności marketing produktu na Uniwersytecie Ludwika i Maksymiliana w Monachium. Kształciła się też na kursach z marketingu i ekonomii m.in. w Niemczech, Austrii i Japonii, a także w Harvard Kennedy School. Pracowała w spółkach zajmujących się organizacją targów międzynarodowych. Od 1997 do 2005 była dyrektorem wykonawczym przedsiębiorstwa Fernet Byłgarija, powróciła na to stanowisko w 2009. Zasiadała też w zarządzie prywatnej telewizji.
W 1992 zaangażowała się w działalność polityczną w ramach Partii Demokratycznej. Należała do jej zarządu i od maja do grudnia 2006 była wiceprzewodniczącą; później wystąpiła z tego ugrupowania. W kadencji 2005–2009 zasiadała w Zgromadzeniu Narodowym 40. kadencji z listy Zjednoczonych Sił Demokratycznych. Od września 2005 do grudnia 2006 była obserwatorką w Parlamencie Europejskim, należała do Europejskiej Partii Ludowej.
Pracowała następnie w strukturach EPP, m.in. w powiązanej z nią organizacji zrzeszającej średnie i małe przedsiębiorstwa. Pod koniec 2007 należała do założycieli Zjednoczonej Partii Ludowej, w lutym 2008 objęła funkcję jej przewodniczącej (później została wiceprzewodniczącą partii). W 2011 kandydowała w wyborach prezydenckich, w których zajęła dwunaste miejsce z poparciem 0,91% głosujących. W 2021 jej partia dołączyła do koalicji, którą zainicjowała Maja Manołowa. W kwietniu i lipcu tegoż roku Marija Kapon zostawała posłanką 45. i 46. kadencji.

## Życie prywatne
Jest mężatką.